# Mușchiul piriform
Mușchiul piriform (în latină piriformis înseamnă "în formă de pară") este un mușchi din regiunea gluteală a membrelor inferioare . Este unul dintre cei șase mușchi ai grupului mușchilor rotatori ai membrului inferior. 
A fost numit pentru prima dată de Adriaan van den Spiegel, profesor la Universitatea din Padova în secolul al XVI-lea. 

## Structura
Mușchiul piriform își are originea pe partea anterioară a sacrului (între găurile sacrale anterioare), pe marginea superioară a marii incizuri ischiadice, pe capsula articulară sacro-iliacă și pe ligamentul sacro-tuberos. Iese din regiunea pelvină prin marea incizură ischidiacă pentru a se insera pe partea superioară a trohanterul mare al femurului. Tendonul său se unește adesea cu tendoanele mușchilor: gemen superior, gemen inferior și obturator intern înainte de inserție. 
Mușchiul piriform este un mușchi plat, de formă piramidală, având dispunere aproape paralelă cu marginea posterioară a mușchiului mediu gluteal (care se mai numește și m. fesier mijlociu - v. Netter). 
Este situat parțial în pelvis, în apropierea peretelui său posterior, și posterior de articulația șoldului .   

### Variații
La 17% dintre oameni, mușchiul piriform este penetrat de părți (sau de întregul) a nervului sciatic. Astfel, cea mai comună anomalie se numește anomalia Beaton de tip B, când nervul peronier comun penetrează mușchiul piriform (81% dintre cazurile cu mușchiul piriform penetrat de nervul sciatic). 
Poate fi unit cu mușchiul gluteal mediu, poate trimite fibre la  mușchiul gluteal mic, sau poate primi fibre de la mușchiul gemen superior. 
Poate avea unul sau două atașamente sacre; sau poate fi inserat în capsula articulației șoldului. 

## Funcție
Mușchiul piriform face parte din mușchii rotatori laterali ai șoldului, alături de pătratul femural, m. gemen inferior, m. gemen superior, m. obturator extern și m. obturator intern. Piriformul rotește lateral femurul prin extensie de șold și realizează abducția femurului prin flexia șoldului. Abducția coapsei flexate este importantă în timpul mersului, deoarece deplasează greutatea corpului pe piciorul opus, ceea ce împiedică căderea. Acțiunea rotatorilor laterali poate fi înțeleasă prin încrucișarea picioarelor pentru a sprijini una din glezne pe genunchiul celuilalt picior. Aceasta face ca femurul să se rotească și să-și schimbe direcția spre genunchiul opus. Mușchii rotatori laterali se opun rotației mediale realizate de mușchii gluteal mediu și gluteal mic. Când șoldul este flexat la 90 de grade, piriformul abduce femurul la șold și își inversează funcția primară, rotind interior șoldul (i.e. rotație medială). (Anatomia clinică a lui Netter, 2010) 

## Semnificație clinică
Sindromul Piriform apare atunci mușchiul piriform irită nervul sciatic, care are traiectul normal pe sub mușchiul piriform, cauzând durere fesieră. Această durere este cunoscută și sub numele de sciatică . Șaptesprezece la sută din populație are traiectul nervului sciatic prin mușchiul piriform, fiind astfel predispusă la dezvoltarea sciaticii. Sciatica poate fi descrisă prin durere, furnicături sau amorțeală în fese și de-a lungul coapsei. Așezarea, întinderea, urcarea scărilor și executarea de genoflexiuni crește de obicei durerea. Diagnosticarea sindromului se bazează de obicei pe simptome și pe examenul fizic. Mai multe testări, inclusiv RMN-uri, raze X și teste de conducere nervoasă pot fi efectuate pentru a exclude alte boli posibile.  Sindromul piriformis presupune ca prim tratement exercitii de întindere progresivă (i.e. stretching), terapie de masaj (inclusiv terapie neuromusculară) și tratament fizic. Corticosteroizii sau anestezice locale pot fi injectați în mușchiul piriform dacă durerea persistă (de obicei, durerea dispare de la sine în 1-2 luni, în lipsa unui tratement corespunzător). Rezultatele sugerează posibilitatea ca toxina botulinică tip B să fie de folos în tratamentul durerii atribuite sindromului piriform.   Ca ultimă soluție, se poate apela la intervenția chirurgicală.  

### Utilizare ca reper anatomic
Mușchiul piriform este un reper foarte important în regiunea gluteală. Tranversând prin marea incizură inschidiacă, o împarte în două regiuni: superioară și inferioară, determinând astfel denumirile vaselor și nervilor din regiune. Nervii si vasele ce ies superior de mușchiul piriform  se numesc superioare (exp. nervul gluteal superior și vasele gluteale superioare), iar cele ce ies inferior de mușchi se numesc inferioare. 

## Galerie de imagini

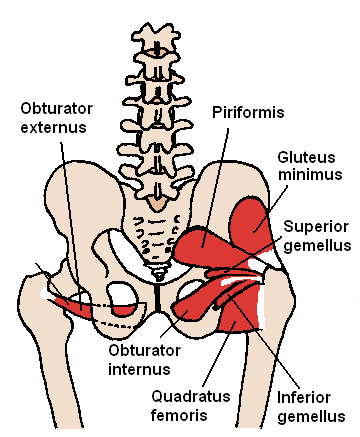
Pelvisul văzut posterior, cu mușchii rotatori laterali vizibili.
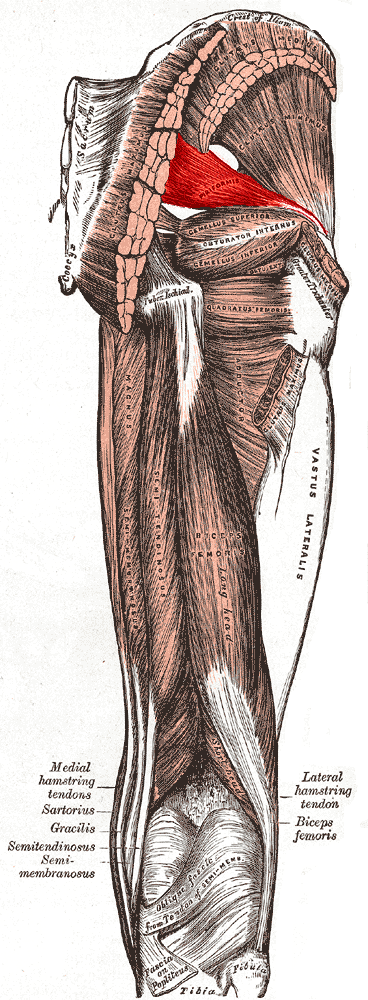
Mușchi ai regiunii posterioare a piciorului